# Mocowanie Fostera

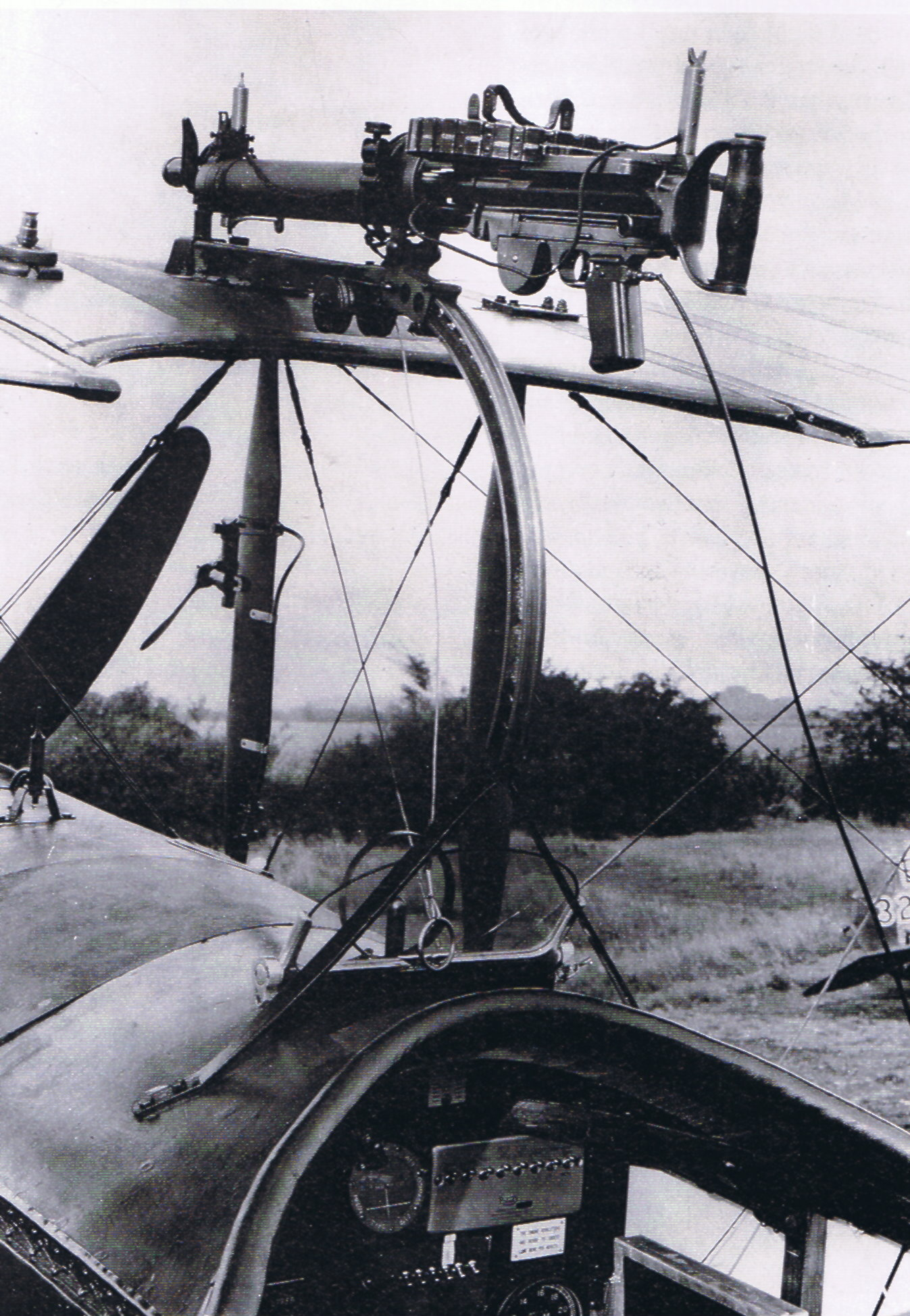
Km Lewisa na podstawie Fostera nad płatem myśliwca Avro 504

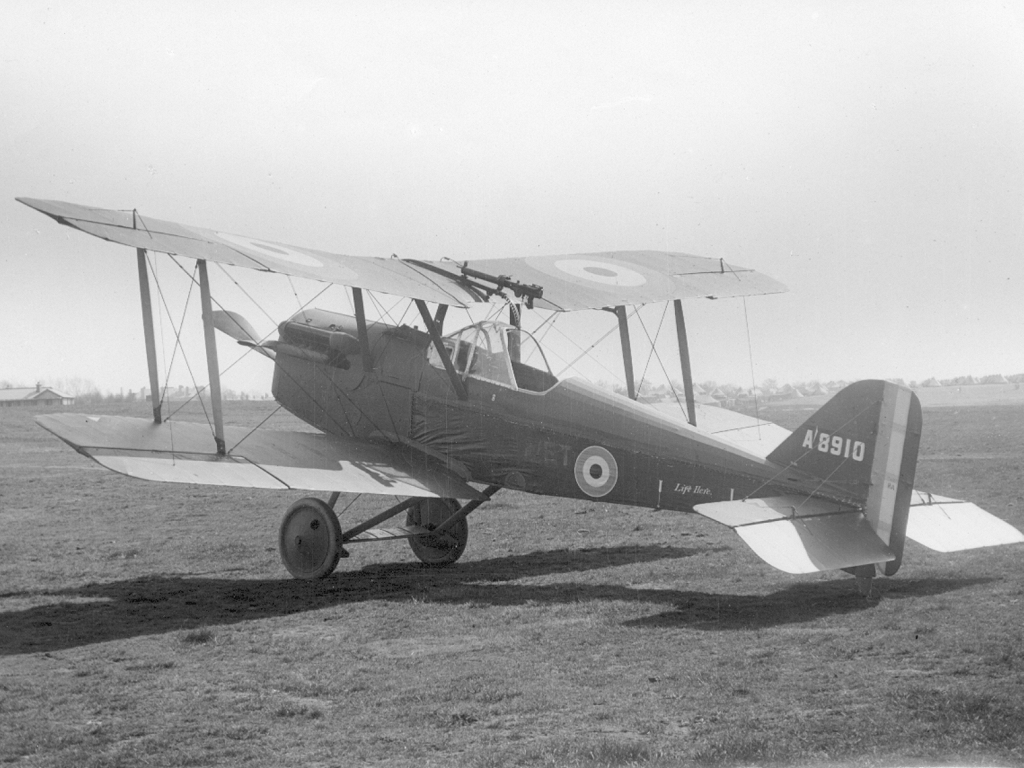
RAF SE5 uzbrojony w nadskrzydłowy km Lewisa na podstawie Fostera

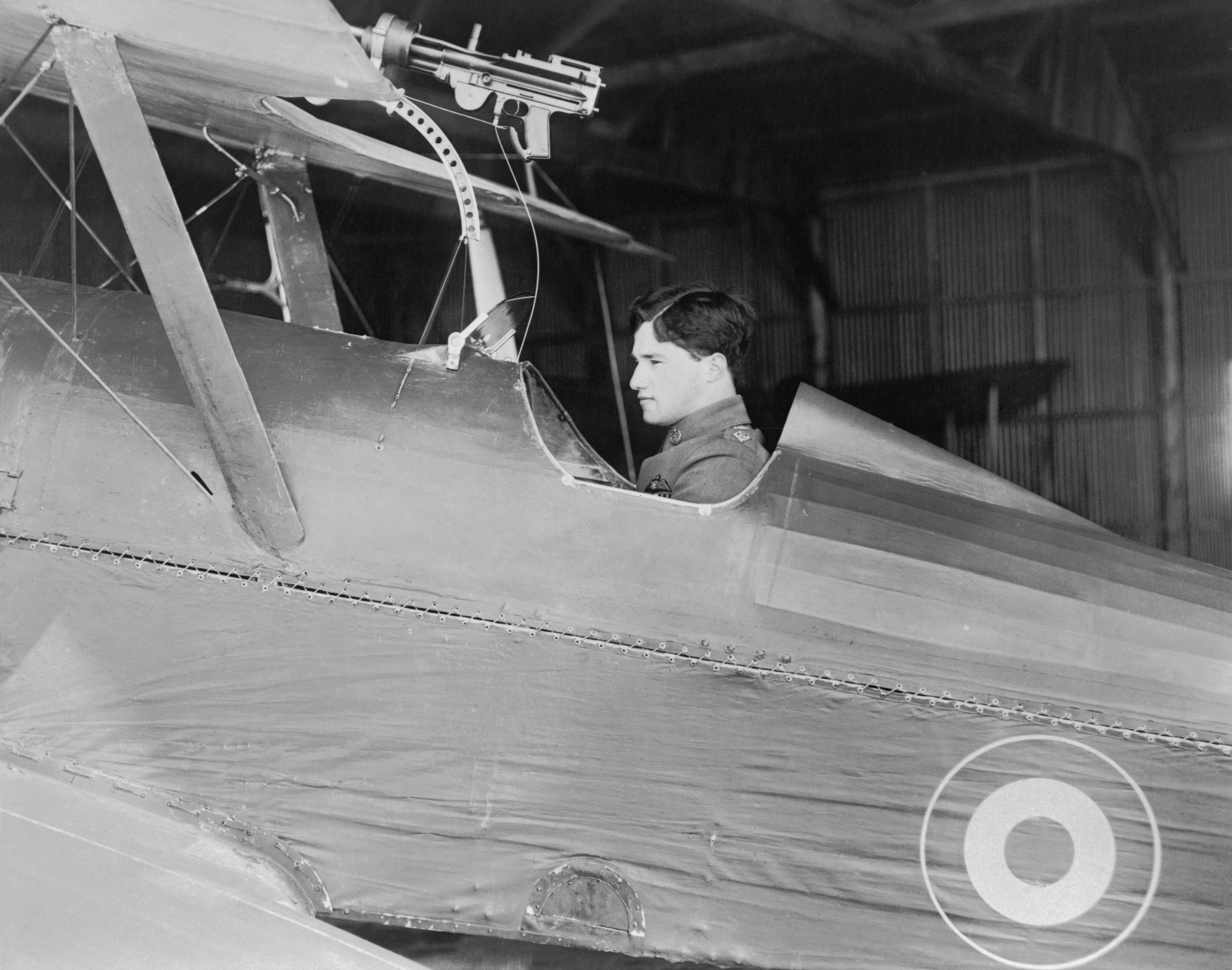
Albert Ball w kabinie swego samolotu; nad nim widoczny tył km-u na szynie Fostera i wężyk spustowy

Mocowanie Fostera (ang. Foster mounting) – sposób mocowania lotniczego karabinu maszynowego Lewisa z czasów pierwszej wojny światowej, umożliwiający łatwą i bezpieczną wymianę bębna z amunicją, poprzez umieszczenie broni na wygiętej szynie mocowanej do górnego płata w samolocie dwupłatowym.

## Sposoby montowania karabinów maszynowych
W 1915 roku niemieckie samoloty uzbrojone w karabiny maszynowe z synchronizatorem, umożliwiającym bezpieczne strzelanie przez płaszczyznę śmigła, stały się poważnym zagrożeniem dla alianckiego lotnictwa. Najwyższe kręgi wojskowe w Wielkiej Brytanii i Francji, kontynuując politykę sprzed wojny, nie doceniały wagi tego rozwiązania, preferując zastosowania rozpoznawcze lotnictwa i widząc w samolocie zamiennik balonu obserwacyjnego. Pomimo tego Francuz R. Saulnier z firmy lotniczej Morane-Saulnier już w 1914 roku opracował własny synchronizator, notując tylko rok opóźnienia w stosunku do Franza Schneidera z niemieckiej firmy L.V.G. Nie udało się go jednak dopracować i zamiast tego Francuzi jako pierwsi zastosowali w marcu 1915 roku proste rozwiązanie umożliwiające strzelanie karabinu maszynowego przez krąg śmigła w postaci metalowych klinów na łopatach śmigła, przeznaczonych do odbijania kul. Jednak kiedy 19 kwietnia 1915 roku jedyny egzemplarz samolotu Morane-Saulnier L, pilotowany przez Rolanda Garrosa wpadł w ręce niemieckie po przymusowym lądowaniu, firma Fokker szybko opracowała własny synchronizator dla samolotu Fokker E.I. Niemieckie rozwiązanie wykorzystywało dźwignię poruszaną przez silnik do odpalania karabinu maszynowego Parabellum. Pomimo niedopracowanej konstrukcji, maszyny Fokkera odnosiły na początku wojny liczne zwycięstwa nad samolotami alianckimi. Wydatnie pomagała im postawa alianckiego dowództwa i ekspertów lotniczych, opóźniających rozpoczęcie produkcji własnych synchronizatorów dla karabinów maszynowych Vickersa i Hotchkissa. Zamiast tego testowano kolejne konfiguracje płatowca i różne typy mocowań broni – od konstrukcji ze śmigłem pchającym, przez mocowanie karabinów maszynowych do kadłuba pod kątem, aż po karabiny mocowane na płacie i obsługiwane przez stojącego obserwatora.
W przeciwieństwie do niemieckich karabinów maszynowych Parabellum i 08/15 Maxim, jak również brytyjskich Vickers, powszechnie stosowany na samolotach alianckich lekki i szybkostrzelny km Lewis nie pozwalał na łatwe użycie synchronizatora (utrudniała to jego konstrukcja, Lewis strzelał z zamka swobodnego). Stosowano różne sposoby ominięcia płaszczyzny śmigła, np. przez długi czas wykorzystywano samoloty Airco DH.2 ze śmigłem pchającym, które nie zasłaniało pola ostrzału. Jednym z rozwiązań było montowanie karabinu na górnym skrzydle, tak że pociski przechodziły ponad płaszczyzną śmigła. Dzięki stosunkowo niewielkiej masie karabinów Lewis nie powodowało to niebezpiecznego obciążenia górnego centropłatu.
Kolejną wadą karabinu maszynowego Lewisa z punktu widzenia wykorzystania w samolocie było zasilanie z magazynka bębnowego, początkowo mieszczącego tylko 47, a od 1916 roku – 97 naboi. Nawet w ulepszonej wersji wymuszało to wymianę magazynka w czasie walki. W przypadku karabinu zamontowanego nad skrzydłem, pilot musiał wstać, trzymając drążek sterowy kolanami i wymienić magazynek, co groziło wypadnięciem z kabiny. Usuwanie zacięć było równie kłopotliwe.

## Montaż Fostera
W 1916 roku R.G. Foster, sierżant z 11 dywizjonu RFC, rozwiązał problem, montując km Lewisa na zakrzywionej szynie, założonej nad skrzydłem samolotu Nieuport 11. Rozwiązanie to mógł mu podsunąć dowódca dywizjonu, kapitan H. Cooper, z racji niewielkiego wzrostu mający kłopot z obsługą wysoko zamontowanej broni. Karabin na podstawie Fostera umieszczony był nad skrzydłem i strzelał ponad śmigłem (pilot obsługiwał spust za pomocą giętkiego wężyka). Po wyczerpaniu amunicji lub w przypadku zacięcia, pilot zwalniał blokadę i ściągał broń w dół, do pozycji pionowej. Po wymianie bębna wpychał broń z powrotem nad skrzydło. Rozwiązanie to było powszechnie stosowane na samolotach lotnictwa brytyjskiego od czerwca 1916 roku, takich jak Nieuport 11, Royal Aircraft Factory S.E.5, Sopwith Dolphin, nocnych wersjach samolotów Avro 504 i Sopwith Camel. Dodatkową możliwością wykorzystania montażu z zakrzywioną szyną było pozostawienie broni w pozycji lufą do góry i zaatakowanie nieprzyjaciela od dołu. Myśliwce Home Defence, atakujące niemieckie bombowce i Zeppeliny dokonujące nocnych nalotów na brytyjskie miasta, uzbrajano w dwa km-y Lewisa na podwójnej podstawie Fostera, pomimo problemów z wytrzymałością centropłatu. Ze skierowanych pod skosem w górę karabinów można było bezpiecznie ostrzelać nieprzyjacielskie maszyny, nie narażając się na ogień obronny z karabinu maszynowego obserwatora. Dodatkową zaletą był fakt, że błysk z luf nie oślepiał atakującego pilota. Atak od dołu i strzelanie z karabinu ustawionego niemal pionowo były ulubioną taktyką brytyjskiego asa Alberta Balla. W czasie II wojny światowej niemieckie lotnictwo zastosowało podobną taktykę, używając tzw. Schräge Musik podczas odpierania alianckich nalotów.